# 23 August (Constanța)
23 August (gesprochen douăzeci și trei august [ˈdouəzet͡ʃ ʃi trei august]; veraltet Tatlageac) ist eine Gemeinde im Kreis Constanța in der Region Dobrudscha in Rumänien.

## Geographische Lage
Die Gemeinde 23 August liegt im Dobrudscha-Hochland (Podișul Dobrogei) – Teil der rumänischen Dobrudscha (Dobrogea) – und grenzt im Osten an das Schwarze Meer. Der Ort befindet sich an der Europastraße 87 etwa auf halber Strecke zwischen den Städten Eforie im Norden und Mangalia im Süden; die Kreishauptstadt Constanța befindet sich ca. 30 Kilometer nördlich von 23 August entfernt.
23 August hat eine Gesamtfläche von 749.400 Hektar, wovon 87 % landwirtschaftlich bewirtschaftet werden, und etwa 55 Hektar sind bewaldet. Die Gemeinde besteht aus dem Gemeindesitz 23 August (historische Namen: Tatlageacul Mare, Domnița Elena, türkisch Büyük-Tatlıcak) und den eingemeindeten Dörfern Dulcești (historischer Name: Tatlâgeacul Mic, türkisch: Küçük-Tatlıcak) und Moșneni (historischer Name Pervelia, türkisch Perveli).

## Geschichte
Eine Besiedlung der Region wird nach archäologischen Funden um den See Tatlageac – ca. ein Kilometer südlich von 23 August entfernt –, bis in die Römerzeit zurückdatiert.
Der heutige Ort 23 August war zur Zeit des Türkischen Reiches unter der Bezeichnung Tatlageacul Mare bekannt. 1929 wurde der Ort Domnița Elena; nach 1944 nach dem Tag des Königlichen Staatsstreichs in Rumänien am 23. August 1944, benannt. Von 1994 bis 1996 wurde versucht die Bezeichnung des Ortes erneut in Tatlageacul Mare zu ändern, was von der Mehrheit der einheimischen Bevölkerung abgelehnt wurde.

## Demographie
Bei der Volkszählung 2002 wurden in der Gemeinde 23 August 5279 Menschen registriert. 4699 davon waren Rumänen, 509 Tataren, 44 Roma, 14 Türken, sieben Magyaren, je zwei davon waren Ukrainer und Lipowaner; je einer bekannte sich als Serbe und Bulgare. 2011 wurden bei einer nicht offiziellen Volkszählung in der Gemeinde 23 August 4.813 Rumänen (91,36 %), 20 Roma (0,38 %), 20 Türken (0,38 %), 408 Tataren (7,74 %) und 7 andere (0,13 %) registriert.

## Sehenswürdigkeiten
- Der Ort 23 August hat keine besondere Sehenswürdigkeit und obwohl er auch am Schwarzen Meer liegt, wird er nicht als Kurort betrachtet. Auf dem Areal der Gemeinde befindet sich der See Tatlageac.
- Im eingemeindeten Dorf Moșneni (ein Kilometer südwestlich entfernt), die Ruinen einer villa rustica im 3. Jahrhundert errichtet,[6] stehen unter Denkmalschutz.[3]